# Grottes de Marcenac
La grotte de Marcenac est une grotte ornée préhistorique située dans le département du Lot, située sur le territoire de la commune de Cabrerets. Elle se trouve en rive droite de la Sagne, à 1,5 km de Cabrerets, entre la grotte de Pech Merle et l’hôtel restaurant l’Auberge de la Sagne, à 200 m en contrebas (parcelles 419, 420 et 421 de la feuille F2 du cadastre).
La grotte appartient à une personne privée et n'est pas visitable.

## Historique
La grotte a été découverte dans les années 1850. L'entrée a été agrandie par le comte Murat qui a été député du Lot. 
Les peintures et les gravures ont été découvertes en 1920 par Armand Viré, le chanoine Albe et l'abbé Lemozi, curé de Cabrerets à partir de 1919. L'abbé Lemozi croyait au moment de la découverte de la grotte de Pech Merle que la grotte de Marcenac était son entrée.
La grotte a été classée au titre des monuments historiques le 17 février 1951.

## Description physique
La grotte de Marcenac se présente comme un tunnel légèrement ondulant ayant une longueur de 130 m.

## Les œuvres
Dans leurs premières recherches, en mai 1920, ils ont vu sur la paroi occidentale plusieurs gravures de cervidés et de capridés, et sur la paroi occidentale des râclages très curieux avec des traces de peintures indéterminées.
À 120 m de l'entrée, dans un diverticule formant une salle ovale, Armand Viré et le chanoine Albe ont trouvé deux échantillons de peintures au trait, en octobre 1920, représentant un grand bison de 1,74 m de long, et un équidé de 0,88 m de long.
Ces peintures et gravures ont été rapprochées du style des peintures de la grotte de Lascaux. Elle date probablement du magdalénien II, mais pour Jacques Jaubert, son style l'a fait remonter au gravettien.